# Филип Митрович
Филип Митрович (чорн. Филип Митровић / Filip Mitrović, нар. 17 листопада 1993, Подгориця) — чорногорський футболіст, захисник клубу «Морнар» та молодіжної збірної Чорногорії.
Виступав також за клуби «Младост» та «Будучност».

## Клубна кар'єра
Народився 17 листопада 1993 року в місті Подгориця. Вихованець футбольної школи клубу «Младост». Дорослу футбольну кар'єру розпочав 2011 року в основній команді того ж клубу, в якій провів три сезони, взявши участь у 44 матчах чемпіонату. 
Згодом з 2014 по 2015 рік грав у складі команд «Бокель» та «Могрен».
Своєю грою за останню команду привернув увагу представників тренерського штабу клубу «Будучност», до складу якого приєднався 2015 року. Відіграв за клуб з Подгориці наступні три сезони своєї ігрової кар'єри.
Протягом 2018—2023 років захищав кольори клубів «Рудар» (Плєвля), «Тюмень», «Кіндія» (Тирговіште), «Нові-Пазар», «Ком», «Сутьєска», «Бачка», «Сутьєска» та «Іскра» (Даниловград).
До складу клубу «Морнар» приєднався 2023 року. Станом на 24 березня 2025 року відіграв за клуб з Бара 45 матчів у національному чемпіонаті.

## Виступи за збірні
У 2012 році дебютував у складі юнацької збірної Чорногорії (U-19), загалом на юнацькому рівні взяв участь у 3 іграх.
Протягом 2012–2013 років залучався до складу молодіжної збірної Чорногорії. На молодіжному рівні зіграв у 4 офіційних матчах.